# Torás
Torás település Spanyolországban, Castellón tartományban. Torás Barracas, Bejís, Teresa, El Toro és Viver községekkel határos. Lakosainak száma 268 fő (2024).

## Népesség
A település népessége az elmúlt években az alábbi módon változott:
| Lakosok száma | 261  | 266  | 255  | 245  | 268  | 238  | 228  | 223  | 247  | 268  |
|               | 2001 | 2004 | 2006 | 2009 | 2011 | 2014 | 2016 | 2019 | 2021 | 2024 |